# Grace Wahba

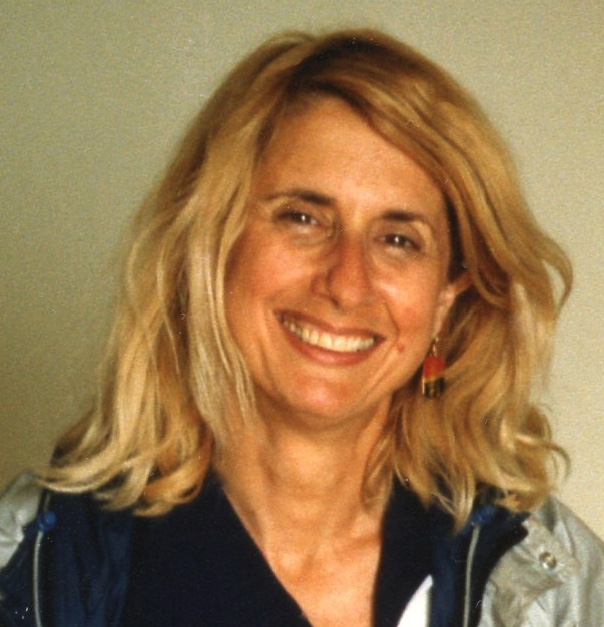
Grace Wahba, 1986

Grace Goldsmith Wahba (* 3. August 1934 in Montclair, New Jersey, USA) ist eine US-amerikanische Mathematikerin und Hochschullehrerin. Sie ist emeritierte Professorin für Statistik, Biostatistik und Medizinische Informatik sowie Informatik an der University of Wisconsin–Madison. Sie ist für ihre Forschung zu Kreuzvalidierungsverfahren und zum nach ihr benannten Wahba's problem bekannt und entwickelte Methoden mit Anwendungen in demografischen Studien, maschinellem Lernen, DNA-Mikroarrays, Risikomodellierung, medizinischer Bildgebung und Klimavorhersage.

## Leben und Werk

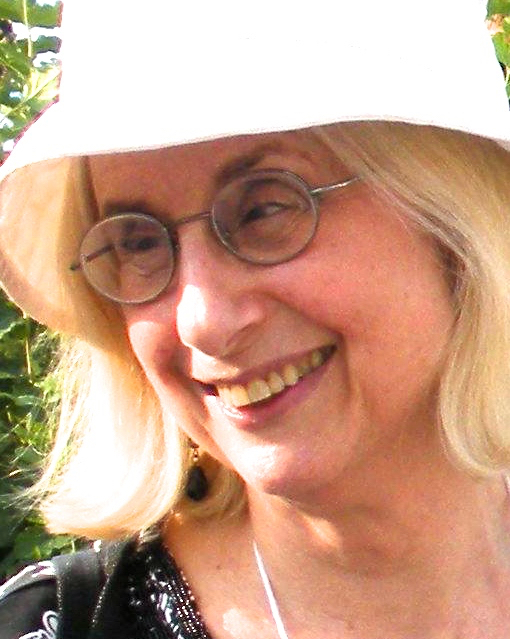
Grace Wahba, 2010

Wahba studierte von 1952 bis 1956 Mathematik an der Cornell University, wo sie 1956 ihren Bachelor-Abschluss erhielt. Sie heiratete dann und bekam einen Sohn. Da ihr Ehemann ihr weiteres Studium nicht billigte, ließ sie sich scheiden. Sie studierte anschließend an der University of Maryland und erwarb 1962 den Master-Abschluss.
Sie arbeitete bei Operations Research Inc. (ORI) als Menschlicher Computer und wechselte 1965 zu IBM. Dort untersuchte sie unter anderem Daten von Satelliten. Ein Problem bestand darin, wie man einen Satelliten am besten für einen festen Zweck ausrichten kann, beispielsweise um sich auf ein bekanntes Merkmal auf dem Mond zu konzentrieren, basierend auf Beobachtungen der Position des Satelliten relativ zu bestimmten Sternen. Die mathematische Formulierung dieses Problems umfasst Matrizen und lineare Algebra und ist als Wahba's problem bekannt.
1966 promovierte sie an der Stanford University bei Emanuel Parzen mit der Dissertation: Cross Spectral Distribution Theory for Mixed Spectra and Estimation of Prediction Filter Coefficients.
Sie war 1967 das erste weibliche Fakultätsmitglied im Department of Statistics der UW-Madison. Sie betreute Abschlussarbeiten von 39 Doktoranden aus vier Kontinenten. Im August 2018 ging sie in den Ruhestand.
Ihre Forschung umfasst die Schätzung multivariater Funktionen und die Erstellung statistischer Modelle mit Schwerpunkt auf statistischer Theorie, der Entwicklung effizienter numerischer und statistischer Methoden für große und extrem große Datensätze sowie Anwendungen in den Bereichen der Biostatistik bei Identifizierung und flexibler Quantifizierung von Risikofaktoren in großen demografischen Datensätzen, der Entwicklung komplexer, aber interpretierbarer Lernmodelle, der Numerische Wettervorhersage und Methoden zur Analyse komplexer multivariater globaler historischer Klimadaten.
Im Mai 2021 gab das Institute of Mathematical Statistics (IMS) einen Grace Wahba Award and Lecture zu ihren Ehren bekannt.
Am 15. Januar 2024 betrug ihr h-Index 71.
Nach 30 Jahren Bekanntschaft heiratete sie 2017 den Statistiker David Callan.

## Auszeichnungen und Ehrungen (Auswahl)
- 1994: erste Preisträgerin des Emanuel and Carol Parzen Prize for Statistical Innovation
- 1996: Elizabeth Scott Award, Committee of Presidents of Statistical Societies
- 1998: International Meetings on Statistical Climatology Achievement Award
- 1997:  Aufnahme in die American Academy of Arts and Sciences[6]
- 2000: Aufnahme in die National Academy of Sciences
- 2003: Hilldale Award in den Physikalischen Wissenschaften, University of Wisconsin-Madison
- 2007: Ehrendoktorwürde der University of Chicago
- 2009: Gottfried E. Noether Senior Researcher Award
- 2009: Inaugural Distinguished Alumni Award, Cornell University
- 2014: COPSS Fisher Award
- 2017: Inaugural Senior Breiman Award
- 2022: Ehrendoktorwürde der Ohio State University

## Mitgliedschaften
- National Academy of Sciences[7]
- American Academy of Arts and Sciences
- Fellow der American Association for the Advancement of Science
- Fellow der American Statistical Association
- Fellow des Institute of Mathematical Statistics
- Fellow der Society for Industrial and Applied Mathematics

## Veröffentlichungen (Auswahl)
- Spline models for observational data. SIAM, 1990.
- mit P. Craven: Smoothing noisy dta with spline functions. Numerische Mathematik 31 (4), 1978, S. 377–403.
- mit G. H. Golub, M. Heath: Generalized cross-validation as a method for choosing a good ridge parameter. Technometrics 21 (2), 215–223 (2045 citas)
- mit G. Kimeldorf: Some results on Tchebycheffian spline functions. Journal of Mathematical Analysis and Applications 33 (1), S. 82–95.
- A Least Squares Estimate of Satellite Attitude. SIAM Review Vol. 7, Iss. 3, 1965. doi:10.1137/1007077.
- Practical approximate solutions to linear operator equations when the data are noisy. SIAM J. Numer. Anal. 14, 1977, S. 651–667. doi:10.1137/0714044.